# Giovanni Tonucci
 Giovanni Tonucci  es nacido el 4 de diciembre de 1941, en Fano (PU) Italia; es actualmente Prelado de Loreto y delegado pontificio del santuario de la "Santa Casa".

## Familia
Su hermano, don Paolo Maria Tonucci ha sido misionero en Brasil a partir de 1965 a 1994, período durante el cual se batió fuertemente para los derechos de los pobres contra les usurpaciones de la dictadura militar, luchas esas él lo costó el título de "persona indigna" para recibir la ciudadanía brasileña.

## Obras
- Giovanni Tonucci, "God's letter to me – 101 questions and answers on the Bible".
- Giovanni Tonucci; Roberto Ansuini, "Don Paolo". textos de Paolo Tonucci [et al.], Fondazione Cassa di Risparmio di Fano, Grapho 5, 2004.
- Giovanni Tonucci, "Visioni di un pellegrino. Le foto di Mzee Mwenda". Edición en italiano e inglés, Velar, 2006. ISBN 88-7135-233-5.
- Giovanni Tonucci; Massimo Ciavaglia, "El Vangel cum l'ha scrit San Marc". (en dialecto de Fano), Ven. Confraternitas Sanctae Mariae Suffragii, Fano, 2007.